# Hansawelle
Hansawelle (auch: Radio Bremen 1 – Hansawelle genannt) war der Name des ersten, bis 1952 einzigen, Hörfunkprogramms von Radio Bremen. Aufgrund massiver Mittelkürzungen musste die Welle am 30. April 2001 eingestellt werden. Sie ging mit Radio Bremen Melodie zusammen im neuen Programm Bremen Eins auf.

## Programm
Bereits in den 1960er-Jahren wurde die Hansawelle von Radio Bremen als „Tagesbegleitprogramm“ mit hohem Musikanteil gesendet. Vor allem nach der Umformatierung von Radio Bremen 4 zu einer Massenwelle ab 1992 wurde das Programm stärker auf ältere Zielgruppen ausgelegt. Im Musikbereich entsprach die Hansawelle in ihren letzten Jahren etwa dem heute von Bremen Eins ausgestrahltem Programm. Die Musikauswahl bestand aus melodischer Popmusik, Oldies und aktuellen Titeln, die zum sonstigen Format passten.
Da der NDR bis 1981 keine Hörfunkwerbung ausstrahlen durfte, war die Hansawelle bis zu diesem Zeitpunkt für die Werbewirtschaft bedeutend als der größte Radio-Werbeträger in Norddeutschland.

## Sendedauer
Ein eigenes Programm wurde zwischen 5 und 24 Uhr gestaltet. In der übrigen Zeit wurde in den ersten Jahrzehnten das gemeinsame ARD-Nachtprogramm (ARD-Nachtexpress) übernommen, ab Beginn der 1990er Jahre das Programm von SWF3 beziehungsweise SWR3 aus Baden-Baden.

## Verbreitung
Die Hansawelle wurde über zwei UKW-Sender in Bremen (93,8 MHz) und Bremerhaven (89,3 MHz) ausgestrahlt, die seit 2001 von Bremen Eins genutzt werden. Daneben war das Programm in den letzten Jahren über Astra Digital Radio und bis 1999 auch über die Mittelwellenfrequenz 936 kHz zu hören.

## Das letzte Programmschema (1997–2001)
| Zeit  | Montag bis Freitag                                         | Samstag                                                    | Sonntag                                                    |
| ----- | ---------------------------------------------------------- | ---------------------------------------------------------- | ---------------------------------------------------------- |
| 0.05  | SWF3 Lollipop (ab September 1998 SWR3 LUNA / 4.05 SWR3 UP) | SWF3 Lollipop (ab September 1998 SWR3 LUNA / 4.05 SWR3 UP) | SWF3 Lollipop (ab September 1998 SWR3 LUNA / 4.05 SWR3 UP) |
| 5.05  | SWF3 On                                                    | SWF3 On                                                    | SWF3 On                                                    |
| 6.05  | Hansawelle am Morgen                                       | Hansawelle am Morgen                                       | Hansawelle am Morgen                                       |
| 9.05  | Hansawelle am Vormittag                                    | Hansawelle am Vormittag                                    | Hansawelle am Vormittag                                    |
| 12.00 | Die Rundschau am Mittag                                    | Die Rundschau am Mittag                                    | Die Rundschau am Mittag                                    |
| 13.05 | Hansawelle am Nachmittag                                   | Hansawelle am Nachmittag                                   | Hansawelle am Nachmittag                                   |
| 15.05 | Hansawelle am Nachmittag                                   | Sport-Nachmittag                                           | Sport-Nachmittag                                           |
| 17.00 | Die Rundschau am Abend                                     | Sport-Nachmittag                                           | Sport-Nachmittag                                           |
| 18.05 | 100 zu 1 Das Hit-Quiz                                      | Die Charts                                                 | Platin-Hits                                                |
| 19.05 | Musik-News                                                 | Die Charts                                                 | Platin-Hits                                                |
| 20.05 | Musik-Boulevard                                            | Musik-Boulevard                                            | Musik-Boulevard                                            |
| 22.05 | Musik-Boulevard                                            | Musik-Boulevard                                            | Pops tönende Wunderwelt                                    |
| 23.05 | Please Mr. DJ (mit Christian Günther)                      | Musik-Boulevard                                            | Pops tönende Wunderwelt                                    |